# Hoya lacunosa
Hoya lacunosa ist eine Pflanzenart der Gattung der Wachsblumen (Hoya) aus der Unterfamilie der Seidenpflanzengewächse (Asclepiadoideae).

## Merkmale
Hoya lacunosa ist eine kletternde Pflanze mit dünnen, kahlen Trieben. Die Nodien bilden Wurzeln zum Verankern aus. Die Blätter besitzen 4 mm lange, dicke, fast kahle Stiele. Die Blattspreiten sind eiförmig bis lanzettlich und fleischig-glänzend. Die Basis ist rund oder schmal-gerundet, das äußere Ende lang zugespitzt. Sie messen 3 bis 7 cm in der Länge und 2,5 bis 3 cm in der Breite. Die Nervatur der Blattspreite tritt etwas hervor.
Der hängende Blütenstand ist 1- bis 30-blütig (16 bis 20-blütig) und konvex gewölbt. Der Stiel des Blütenstands ist steif und bis 5 cm lang. Die Blüten sind knopfförmig mit einem Durchmesser von etwa 8 mm. Die steifen, gekrümmten Blütenstiele werden 0,4 bis 2,5 cm lang. Die Kelchblätter sind sehr klein und stumpf. Die Blütenkrone ist weißlich, innen dick mit langen, flaumigen Haaren bedeckt. Die Kronzipfel sind dreieckig und stark zurückgebogen. Die Nebenkrone ist gelblich weiß mit einem dunklen gelben Zentrum. Die staminalen Nebenkronzipfel sind elliptisch geformt, mit einem stumpfen, etwas aufsteigenden äußeren Fortsatz und einem spitzen, aufsteigenden inneren Fortsatz. Der Griffelkopf ist konisch. Die Fortsätze der Staubblätter sind sehr dünn und häutchenartig. Die länglich-sichelförmig Pollinien besitzen dicke, kelchförmige und breit geflügelte Caudiculae. Die Blüten sind stark duftend und bleiben etwa 5 Tage geöffnet. Sie produzieren wenig oder gar keinen Nektar. Die lang-spindligen Balgfrüchte werden 5 bis 6 cm lang und 0,5 cm dick.
Die Chromosomenzahl beträgt 2n = 22.

## Geographische Verbreitung und Habitat
Die Art hat ein sehr großes Verbreitungsgebiet, das von Indien, China, Thailand, Malaysia, Singapur bis Indonesien (Borneo, Java, Sumatra) reicht.

## Taxonomie
Die Art wurde 1826 von Carl Ludwig Blume in seinen Bijdragen tot de Flora van Nederlandsch Indie, auf S. 1063 erstmals beschrieben, aber nicht abgebildet. Erst 1848 gab Blume auch eine Abbildung in seinem Werk "Rumphia ..." und 1849 im Werk "Museum Botanicum Lugduno-Batavum". Synonyme sind Hoya suaveolens Miquel und Hoya lacunosa var. pallidiflora Hook. f. und vermutlich auch Hoya nabawanensis Kloppenburg & Wiberg 2002.

## Belege